# Educando a Nina
Educando a Nina es una telecomedia argentina, emitida por Telefe y producida por Underground Producciones, que se estrenó el lunes 11 de abril de 2016 y finalizó el 1 de diciembre de 2016. Fue protagonizada por Griselda Siciliani en el doble papel de Nina Peralta y Mara Brunetta. Coprotagonizada por Esteban Lamothe, Diego Ramos, Verónica Llinás, Martín Slipak, Laura Cymer, Naím Sibara y Benjamín Alfonso. Antagonizada por Carola Reyna, Vivian El Jaber, Rafael Ferro y Violeta Urtizberea. También, contó con las actuaciones especiales de Jorgelina Aruzzi y los primeros actores Juan Leyrado y Enrique Liporace. Las participaciones de Darío Barassi y Noralih Gago. Y la presentación estelar de Nicolás Furtado. 
Fue la ficción más exitosa del 2016, además de ser la más vista. En 2020 fue retransmitida por Telefe desde el 4 de mayo en el marco de los 30 años del canal.
Las grabaciones empezaron el 25 de enero de 2016 y finalizaron el 4 de noviembre del mismo año.

## Sinopsis
Educando a Nina es la historia de dos hermanas gemelas separadas al nacer que llevan vidas opuestas y no saben la existencia la una de la otra. Mientras Mara (Griselda Siciliani) nació en cuna de oro y vive en un mundo de lujo, Nina (Griselda Siciliani) es bailarina y corista en el mundo del cuarteto, vive de gira haciendo varios shows por noche, y espera el momento en que la vida le dé una oportunidad. 
Cuando Nina ya no sabe qué hacer, está cansada de su novio infiel, tapada de cuentas y sin perspectivas de futuro, dos desconocidos para ella (Juan Leyrado y Diego Ramos) le ofrecen mucho dinero por hacerse pasar por Mara, una heredera sin ambiciones que está presa en España por un lío de drogas después de haberse ido a Ibiza sin autorización, prisión que sería una mancha para la millonaria familia Brunetta. Ser reemplazante de Mara no sólo implica un cambio radical para Nina en cuanto a estética, estilo de vida y forma de hablar, sino también el sostener falsamente una relación con Antonio Di Caro (Rafael Ferro), su prometido, famoso por publicar un libro que él no escribió. Cuando su hermano Renzo (Esteban Lamothe) tiene un accidente y queda en coma, Antonio encuentra el manuscrito, lo edita y se convierte en best seller. Dos años después Renzo despierta. y eso supondrá un nuevo problema en su relación con Mara, suplantada por Nina.

## Personajes

### Protagonistas
- Griselda Siciliani como Nina Peralta/Mara Brunetta.
- Esteban Lamothe como Renzo Di Caro.
- Rafael Ferro como Antonio Di Caro.
- Diego Ramos como Patricio Arenas Telechea.
- Verónica Llinás como Mercedes Carlota "Mecha" Pichicuchi.
- Juan Leyrado como Manuel Brunetta.

### Principales
- Jorgelina Aruzzi como Susana Ximena "Susy" Contreras.
- Nicolás Furtado como Lucilo Nemesio "El Bicho" Ludueña.
- Martín Slipak como Salomón "Salo" Yepes.
- Laura Cymer como Carmela Prado.
- Naím Sibara como "Palomo".
- Benjamín Alfonso como Martín "Tincho" Massey.
- Enrique Liporace como José Peralta.
- Carola Reyna como Andrea Mansilla.
- Vivian El Jaber como Selva Juárez.

### Secundarios
- Mercedes Scápola como Milagros García Sánchez.
- Darío Barassi como Nicolás Suviría López Duville.
- Violeta Urtizberea como "La Negra" Graciela.
- Marina Castillo como Perla Hilary Bergara.
- Facundo Gambandé como Leo.
- Lucas Velasco como "Picky".
- Chang Sung Kim como Chen.
- Nazareno Casero como Marco.
- Mauricio Lavaselli como Luigi.
- Chachi Telesco como Magaly.
- Sebastián Molinaro como Jonathan Ludueña.
- Griselda Siciliani como Luisa Peralta.
- Alma Gandini como Rosa.

### Participaciones especiales
- Fiorela Duranda como Nina Peralta (niña) y Mara Brunetta (niña).
- Ignacio Prina como Ricitos, el asistente de Patricio.
- Victoria Almeida como Sofía Lavalle. (Capítulos 1 al 51)
- Federico Ávalos como Tatuados: Músico de la banda del bicho. Es el chófer del micro en que hacen las giras. Es confidente de Mecha.
- Carmen de la Osa como Blondy: compañera de Mara en la Cárcel. (Capítulos 2 al 7, 9 y 10, 12 al 15, 17 al 19, 20 al 24, 26 al 31 y 36 al 39).
- Goly Turilli como Amparo: Primer guardiacárcel de la cárcel en la que Mara estuvo presa en España. (Capítulos 3 al 10).
- Paloma Ker como Isabel.
- Noralih Gago como Jenny: Reclusa en el penal de España. Es la líder de un grupo de presas que le mete miedo a quienes no le "pagan" a cambio de no vivir tranquilas. Se convierte en enemiga de Mara, con quien choca al no entender esta última los códigos carcelarios. Es bastante ruda y masculina.
- Damián De Santo como Checho Quiroga (Capítulos 109 al 119).
- Carla Peterson como Paz Echegaray: Una exitosa productora de cine de Hollywood que viene para comprar los derechos del libro de Renzo.(Capítulos 83 al 88).
- Sheila González como Penélope: Abogada de Mara.
- Julieta Zylberberg como Lola Benítez: Exnovia de Renzo. (Capítulo 8).
- Eugenia Alonso como la Doctora Fondari: Es quien atiende a Renzo durante su internación. (Capítulo 1).
- Mario Moscoso como Médico de El Bicho. (Capítulo 8).
- Toti Ciliberto como un oficial: Estaba a cargo de vigilar que Mara cumpliera su prisión domiciliaria. (Capítulos 12 y 13).
- Sebastián Almada como presentador del programa: "Viernes tropicales" (Capítulo 13).
- Matías Apóstolo como un oficial: Estaba a cargo de vigilar que Mara cumpliera su prisión domiciliaria. (Capítulos 14 al 16)
- Mariquena del Prado como Sonia: Una mujer que conoce a Nina cuando esta es detenida tras ser confundida con Mara. (Capítulos 16 y 17).
- Pía Uribelarrea como  una guardiacárcel: segunda guardiacárcel de la cárcel en la que Mara estuvo presa en España. (Capítulos 17 al 19, 21 al 30, 36 y 38).
- Jimena Barón como Belén: Exnovia de Renzo que quiso atribuirle un hijo que no era suyo. (Capítulos 28 al 38).
- Yayo Guridi como Presentador (Capítulos 29, 49, 77, 78, 133 y 134)
- Clara Kovacic como una modelo. (Capítulo 39).
- Luis Margani como Errico: Dueño de una parrilla. (Capítulo 45).
- Luis Machín como Reinaldo: Mánager de la Mona Jiménez y el Carli Jiménez y padre biológico del Bicho. (Capítulos 45 y 46, 95 a 104 y 106).
- Paola Barrientos como María Victoria “Vicky” Lauría (Personaje de Graduados): Psicóloga de Renzo. (Capítulos 47, 60, 91 y 93)
- Mex Urtizberea como Benjamín “Tuca” Pardo (Personaje de Graduados): Marido de Vicky. (Capítulos 47, 91 y 93)
- Francisco Andrade como Chacal: Integrante de la banda del Bicho. (Capítulo 56).
- Francisco Andrade como Lungo (Capítulos 60, 65, 67 al 70, 77 al 79, 82 y 83, 106 y 107, 114, 117, 122 y 123, 125 al 127).
- Sebastián Molinaro como Johnatan "el Johnny" Ludueña: hijo del Bicho y la Negra Graciela.
- Denise Bárbara como Yamila "la Yami" Ludueña: hija del Bicho y la Negra Graciela.
- Santiago Gamardo como Julio: Exnovio de Tincho. (Capítulos 60 y 65).
- Hernán Muñoa como Timoty: Productor musical amigo de Nico. (Capítulo 61).
- Susana Pampín como Dolores: Ex cuñada de Manuel. (Capítulos 67 y 68).
- Gonzalo Urtizberea como Tucán: Director de un videoclip del Bicho. (Capítulo 76)
- Florencia Viterbo como Mariana: Periodista que entrevista a Renzo y está presente en la conferencia de prensa en la que Andrea y Antonio revelan toda la verdad sobre Manuel. (Capítulos 81, 120 y 121).
- Romina Giardina como una mujer que junto con su amiga asaltan a Antonio y Salo. (Capítulo 89).
- Julieta Bartolomé como Sandra: maestra del colegio de Johnny y Yamila. (Capítulos 90 al 93).
- Juan Sorini como Willy Garrido: Abogado amigo de Nico contratado por Mara para evitar que Nina confirme sus sospechas acerca de su parentesco. (Capítulo 94 al 111).
- Romina Szeineder como Ruth: Madre de Salo. (Capítulos 97, 98, 108, 131 y 132).
- Mirta Busnelli como Beatrix: Madre de Patricio (Capítulos 102 al 108).
- Ignacio Huang como el Juez que casa a Perla y a Chen (Capítulos 103 y 104).
- Rodolfo Prantte como Soriano: Amigo de Reinaldo y ayudante de Nina y Susy en su gira por Paraguay. (Capítulos 106 al 111).
- Mónica Cabrera como La Gaucha: Compañera de celda Mecha y Perla cuando estuvieron presas. (Capítulos 113 y 114).
- Belén Santos como una mujer a la que Antonio le llevó un pedido del supermercado de Chen. (Capítulo 116).
- Jazmín Falak como Ana Sibes: Vecina de Renzo cuando este vuelve al sur. (Capítulo 117-120).
- Alejandro Cupito como Jorgito: Dueño de la sala donde ensaya el Bicho y su banda. (Capítulos 117, 119 y 122).
- Micaela Breque como la recepcionista del hotel donde se hospeda Checho. (Capítulos 117 al 119).
- Gastón Re como Enok: Conocido de Beatrix que viene de Suecia a quedarse en la casa de Patricio. (Capítulos 119 al 121).
- Rochi Cuenca como una chica con la que sale Enok de fiesta. (Capítulo 121)
- Gabo Correa como Roberto. (Capítulo 121).
- Soledad Fandiño como Dolores "Loli" Suviría López Duville: Hermana menor de Nicolás. (Capítulos 122 al 131)
- Pachu Peña como Puchi: Conductor del programa de televisión "El Show Chimentero De Puchi", donde Antonio va a contar toda la verdad sobre Manuel y sus hijas. (Capítulos 123 y 124).
- Mónica Raiola como una Oficial de Policía que se lleva detenidas a Nina y a Susy. (Capítulos 124 al 126).
- Iride Mockert como Cindy: Compañera de celda de Nina y Susy. (Capítulo 125).
- Pablo Cedrón como Eduardo Suviría López Duville: Padre de Nico y Loli. (Capítulos 125 al 131).
- Clara Ferrer como Irma: Mucama de la casa de Nico. (Capítulos 126, 128 y 131).
- Esteban Lisazo como Salvador: Profesor de Yoga de Mara y Nico en el Spa. (Capítulos 54 y 55)
- Fabián Arenillas como Fiscal Martorilli: Fiscal a cargo de la causa que investiga la muerte de Andrea. (Capítulo 127 al 134).
- Juan Manuel Guilera como Manguera Gutiérrez: Famoso futbolista y padre de un compañero de colegio de Jonny. (Capítulo 128 al 131).
- Dan Breitman como Fabiana: Novia secreta de Antonio. (Capítulo 130).

## Cameos
- Verónica Lozano, como ella misma: presentadora del programa de televisión "Tu estrella favorita", donde Antonio va a presentar su libro (Capítulo 1).
- Carli Jiménez como la voz de "El Bicho", cuando canta. Y como él mismo.
- Teté Coustarot, como Ella misma: presentadora del desfile de modas de la revista Mara junto a Patricio (Capítulos 19 y 20).
- Kate Rodríguez como Kate: Amiga del Bicho. (Capítulo 43).
- Alcides como el mismo (Capítulo 46).
- Palito Ortega como el mismo: se convierte en el padrino artístico de Nina luego de oírla cantar (Capítulos 51, 69, 70 y 122).
- Antonio Ríos como él mismo (Capítulo 60).
- Gladys (La Bomba Tucumana) como ella misma (Capítulo 67).
- Agapornis como ellos mismos (Capítulo 77 y 134).
- Los Totora como ellos mismos (Capítulo 78).
- Jorge Vázquez como el mismo. (Capítulo 88).
- Karina "La Princesita" como ella misma (Capítulo 96).
- Bandana como "ellas mismas" (Capítulo 98).
- Sandra Mihanovich como "Ella misma" (Capítulo 107).
- Pancho Dotto como el mismo. (Capítulo 114).
- Micaela Riera como ella misma (Capítulo 114).
- Banda XXI como ellos mismos. (Capítulo 121).
- Fabiana Cantilo como la jueza que casa a Nina y Renzo. (Capítulo 134).
- Sebastián Ortega (quien también es el creador de la telecomedia) como un tatuador (Capítulo 134)
- Damián Córdoba como el mismo (Capítulo 133-134)

## Audiencia y recepción

### Audiencia
Educando a Nina contó con 134 emisiones por la pantalla de Telefe y logró un promedio de 16.0 puntos de índice de audiencia. La marca más alta de la tira fue el 27 de abril, en el capítulo #11, que promedió 19.2 puntos. Por otro lado, el piso de audiencia lo obtuvo el 21 de junio, en el episodio #42, con 10.3 puntos de índice de audiencia.
La tira logró en nueve oportunidades alcanzar la media más alta del día, siendo el programa más visto los días 12, 14, 19, 25 y 29 de abril, 10 de mayo, 30 de junio, 21 de julio y 1 de diciembre. El último capítulo, el 1 de diciembre, se transmitió desde el Teatro Gran Rex y alcanzó los 18.9 puntos, siendo la segunda marca más alta de la ficción. La previa del capítulo final promedió 14.0 puntos, mientras que la post marcó 16.9 puntos.
Su pico máximo fue de 24.7, y su piso verificado fue de 7.9 puntos de índice de audiencia.
Durante el 2020 en celebración de los 30 años de Telefe se emitió nuevamente de lunes a viernes a las 00:00hs alcanzando un exitoso promedio de 9 puntos de índice de audiencia.

### Crítica y recepción
Educando a Nina salió al aire tras la emisión de la telenovela turca ¿Qué culpa tiene Fatmagül?, que le dejó un piso de rating de casi 15.0 puntos. Según Kantar Ibope Media, a lo largo de la emisión, superó a la competencia de El Trece, Los ricos no piden permiso, marcando picos de casi 23 puntos, obteniendo una media de 18.2 puntos de rating —contra 11.5 que marcó su rival directo—, logrando quedarse con el segundo puesto entre los programas más vistos del día lunes.
La tira comenzó con un muy buen promedio de audiencia teniendo en cuenta los parámetros actuales y generó polémica en algunos ciudadanos cordobeses, que a través de redes sociales hicieron sentir su malestar ya que algunos personajes de la serie tienen acento cordobés y según ellos, los interpretan de manera errónea. De todas formas, los actores también a través de las redes, mostraron su admiración por los cordobeses y la intención de mejorar el trabajo de sus acentos.
El crítico Ricardo Martín escribió en el periódico La Nación una nota que remarcó un parecido con Los exitosos Pells —también de la misma productora— argumentando que «con diferentes recursos, en general en situaciones de acción y desarrollo interesantes —salvo el relato de Manuel y ciertos pasajes innecesariamente resueltos mediante fotos y dibujos— toda la historia de arranque y las características de los personajes quedan claramente planteadas en el episodio. La dualidad de ambientes tan contrapuestos como el de la música tropical y el de la empresa editorial plantea una suerte de barullo estilístico que no aparece bien resuelto en la estética del programa. Sin ninguna duda, es muy acertado el casting y la labor del elenco resulta irreprochable en cada uno de los papeles. Muy probablemente estemos ante una propuesta divertida que se sostendrá y encontrará su fortaleza en la dialéctica de los personajes más que en la originalidad de la historia».

## Localización
Al igual que otras ficciones de Underground, Educando a Nina se grabó mayormente en la zona norte del Gran Buenos Aires. Las escenas en interiores se grabaron en decorados ubicados en el Estudio 4 en Teleinde, propiedad de Telefe en Martínez. Algunos de los exteriores que se muestran a lo largo de la novela corresponden a las siguientes locaciones:
- Editorial Marfil - Francisco Narciso de Laprida 3163, Villa Martelli.
- Departamento de Renzo y Antonio - Juan Díaz de Solís 1952, Vicente López.
- Pensión de Nina, el Bicho y su banda - Gervasio de Posadas 722, Béccar.
- Mansión Brunetta - Presidente Quintana 2360, Martínez.
- Casa de Patricio - 3 de febrero de 2427, San Isidro.

## Premios y nominaciones
| Año  | Premiación                    | Categoría                                       | Receptor                                                                            | Resultado | Ref.   |
| ---- | ----------------------------- | ----------------------------------------------- | ----------------------------------------------------------------------------------- | --------- | ------ |
| 2016 | Kids' Choice Awards Argentina | Programa o Serie Favorita                       | Educando a Nina                                                                     | Nominado  | [ 12 ] |
| 2016 | Kids' Choice Awards Argentina | Villano Favorito                                | Noralih Gago                                                                        | Nominada  | [ 12 ] |
| 2016 | Premios Tato                  | Mejor ficción diaria                            | Educando a Nina                                                                     | Ganador   | [ 13 ] |
| 2016 | Premios Tato                  | Mejor actriz de comedia                         | Griselda Siciliani                                                                  | Ganadora  | [ 13 ] |
| 2016 | Premios Tato                  | Mejor actor de comedia                          | Esteban Lamothe                                                                     | Nominado  | [ 13 ] |
| 2016 | Premios Tato                  | Mejor actriz de reparto                         | Jorgelina Aruzzi                                                                    | Ganadora  | [ 13 ] |
| 2016 | Premios Tato                  | Mejor actriz de reparto                         | Verónica Llinás                                                                     | Nominada  | [ 13 ] |
| 2016 | Premios Tato                  | Mejor actor de reparto                          | Diego Ramos                                                                         | Nominado  | [ 13 ] |
| 2016 | Premios Tato                  | Mejor actor de reparto                          | Nicolás Furtado                                                                     | Ganador   | [ 13 ] |
| 2016 | Premios Tato                  | Mejor cortina musical                           | Palito Ortega, Lalo Fransen, Mona Giménez                                           | Nominado  | [ 13 ] |
| 2016 | Premios Tato                  | Mejor dirección en ficción                      | Mariano Ardanaz, Javier Pérez, Pablo Ambrosini, Daniel De Felippo                   | Nominado  | [ 13 ] |
| 2016 | Premios Tato                  | Mejor guion en ficción                          | Ernesto Korovsky, Silvina Fredjkes, Alejandro Quesada                               | Nominado  | [ 13 ] |
| 2016 | Premios Tato                  | Mejor dirección de arte                         | Julia Freid                                                                         | Nominado  | [ 13 ] |
| 2016 | Premios Tato                  | Mejor vestuario en ficción                      | Amelie Coral, Vanda Varela                                                          | Nominado  | [ 13 ] |
| 2016 | Premios Tato                  | Mejor fotografía en ficción                     | Sergio Dotta, Alberto Echenique, Omar Maggi                                         | Nominado  | [ 13 ] |
| 2016 | Premios Tato                  | Mejor edición en ficción                        | Guillermo Gatti, Pablo Bologna, Fabricio Rodríguez, Bruno Weinstein, Jonathan Smeke | Nominado  | [ 13 ] |
| 2016 | Premios Tato                  | Mejor escenografía en ficción                   | Julia Freid                                                                         | Nominado  | [ 13 ] |
| 2017 | Premios Martín Fierro         | Mejor ficción diaria                            | Educando a Nina                                                                     | Nominada  | [ 14 ] |
| 2017 | Premios Martín Fierro         | Mejor actriz protagonista en ficción de comedia | Griselda Siciliani                                                                  | Ganadora  | [ 14 ] |
| 2017 | Premios Martín Fierro         | Mejor actriz protagonista en ficción de comedia | Jorgelina Aruzzi                                                                    | Nominada  | [ 14 ] |
| 2017 | Premios Martín Fierro         | Mejor actor protagonista en ficción de comedia  | Diego Ramos                                                                         | Ganador   | [ 14 ] |
| 2017 | Premios Martín Fierro         | Mejor actor protagonista en ficción de comedia  | Esteban Lamothe                                                                     | Nominado  | [ 14 ] |
| 2017 | Premios Martín Fierro         | Mejor actor protagonista en ficción de comedia  | Rafael Ferro                                                                        | Nominado  | [ 14 ] |
| 2017 | Premios Martín Fierro         | Mejor cortina musical                           | Palito Ortega, La Mona Jiménez                                                      | Nominada  | [ 14 ] |
| 2017 | Premios Fund TV               | Ficción diaria                                  | Educando a Nina                                                                     | Nominada  | [ 15 ] |

## Ficha técnica
- Una producción de: Sebastián Ortega
- Autores: Ernesto Korovsky - Silvina Frejdkes - Alejandro Quesada
- Colaboradores autorales: Claudia Bono - Teresa Donato - Camilo Torres - Ezequiel Sagasti - Nazareno Obregón
- Dirección de arte y escenografía: Julia Freid
- Vestuario: Amelia Coral - Vanda Varela
- Musicalización: Elvio Gómez
- Dirección de fotografía: Alberto Echenique - Omar Maggi
- Asesor de imagen: Sergio Dotta
- Coordinación operativa: Miguel Giammatteo - Julio Ricciardi
- Asistentes de dirección: Gonzalo Díaz Servidio - Claudio Ratti
- Edición de sonido: Natalia Toussaint - Martín Seoane
- Sonido: Marcos Miranda - Luis Quiroga
- Edición: Guille Gatti - Pablo Bologna - Bruno Weinstein - Jonathan Smeke
- Coordinación de post-producción: Fabricio A. Rodríguez
- Coordinación de producción: Romina Bellini
- Supervisión artística: Martín Ortega
- Productora artística: Vanina Martorilli
- Productor ejecutivo: Gustavo Errico
- Productores asociados: Martín Kweller - Grupo Crónica
- Dirección: Mariano Ardanaz - Javier Pérez - Daniel De Felippo (Capítulos 1-16/39) - Pablo Ambrosini (Capítulos 40-134)
- Productor general: Pablo Culell
- Dirección general: Sebastián Ortega

## Versiones
- Educando a Nina, versión mexicana producida por TV Azteca en 2018. Protagonizada por Cynthia Rodríguez.
- Gemelas, versión chilena producida por Chilevisión en 2019. Protagonizada por Paloma Moreno.